# Tachina algens
Tachina algens là một loài ruồi trong họ Tachinidae.